# Stazione di Crema
Stazione di Crema vasútállomás Olaszországban, Lombardia régióban, Crema településen.

## Vasútvonalak
Az állomást az alábbi vasútvonalak érintik:
- Treviglio–Cremona-vasútvonal

## Kapcsolódó állomások
A vasútállomáshoz az alábbi állomások vannak a legközelebb:
- Stazione di Madignano (Treviglio–Cremona-vasútvonal, délkelet)
- Stazione di Casaletto Vaprio (Treviglio–Cremona-vasútvonal, északnyugat)